# Charvieu-Chavagneux
Charvieu-Chavagneux är en kommun i departementet Isère i regionen Auvergne-Rhône-Alpes i sydöstra Frankrike. Kommunen ligger i kantonen Pont-de-Chéruy som tillhör arrondissementet Vienne. År 2022 hade Charvieu-Chavagneux 10 459 invånare.

## Befolkningsutveckling
Antalet invånare i kommunen Charvieu-Chavagneux
Referens:INSEE